# Demetrius Vikelas
Demetrius Vikelas også kendt som Bikelas (15. februar 1835 i Ermoupoli på øen Syros – 20. juli 1908) var en græsk forretningsmand, og den første præsident i Den Internationale Olympiske Komité fra 1894-1896.
Det var Demetrius Vikelas, som fik overtalt intiativtageren Pierre de Coubertin til at placere de første olympiske lege i Athen, da de moderne olympiske lege blev grundlagt.